# Seznam zelenortskih pesnikov
Seznam zelenortskih pesnikov.

## A
- Pedro Corsino Azevedo

## B
- Jorge Barbosa

## F
- Corsino Fortes
- Sérgio Frusoni

## L
- Manuel António dos Santos Lopes

## O
- Oswaldo Osório

## R
- Luís Romano de Madeira Melo

## S
- Onesimo Silveira
- Sukrato

## V
- Armério Vieira